# GP Denain

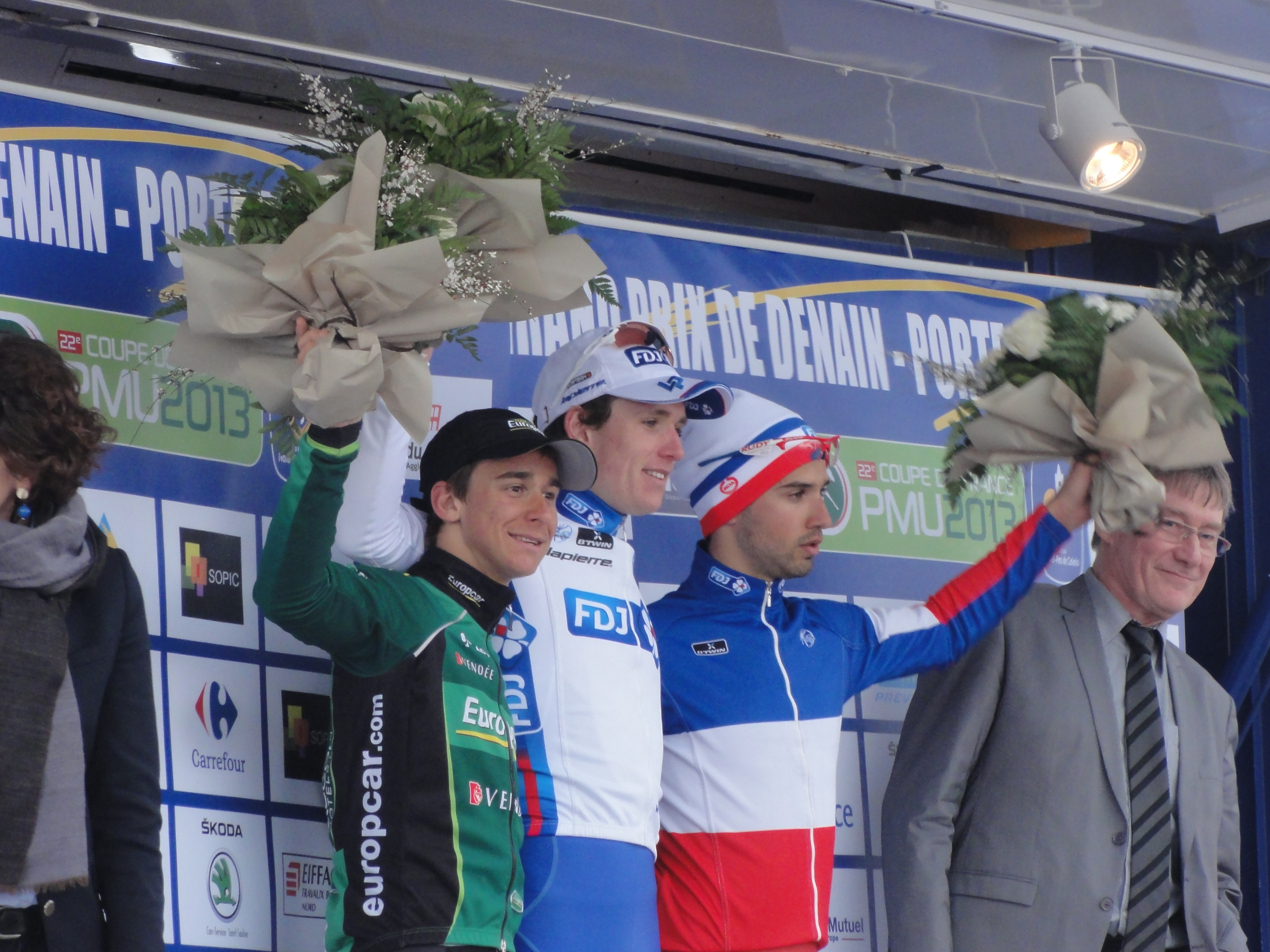
Het podium van de GP Denain in 2013; van links naar rechts: Bryan Coquard (tweede), Arnaud Démare (winnaar) en Nacer Bouhanni (derde).

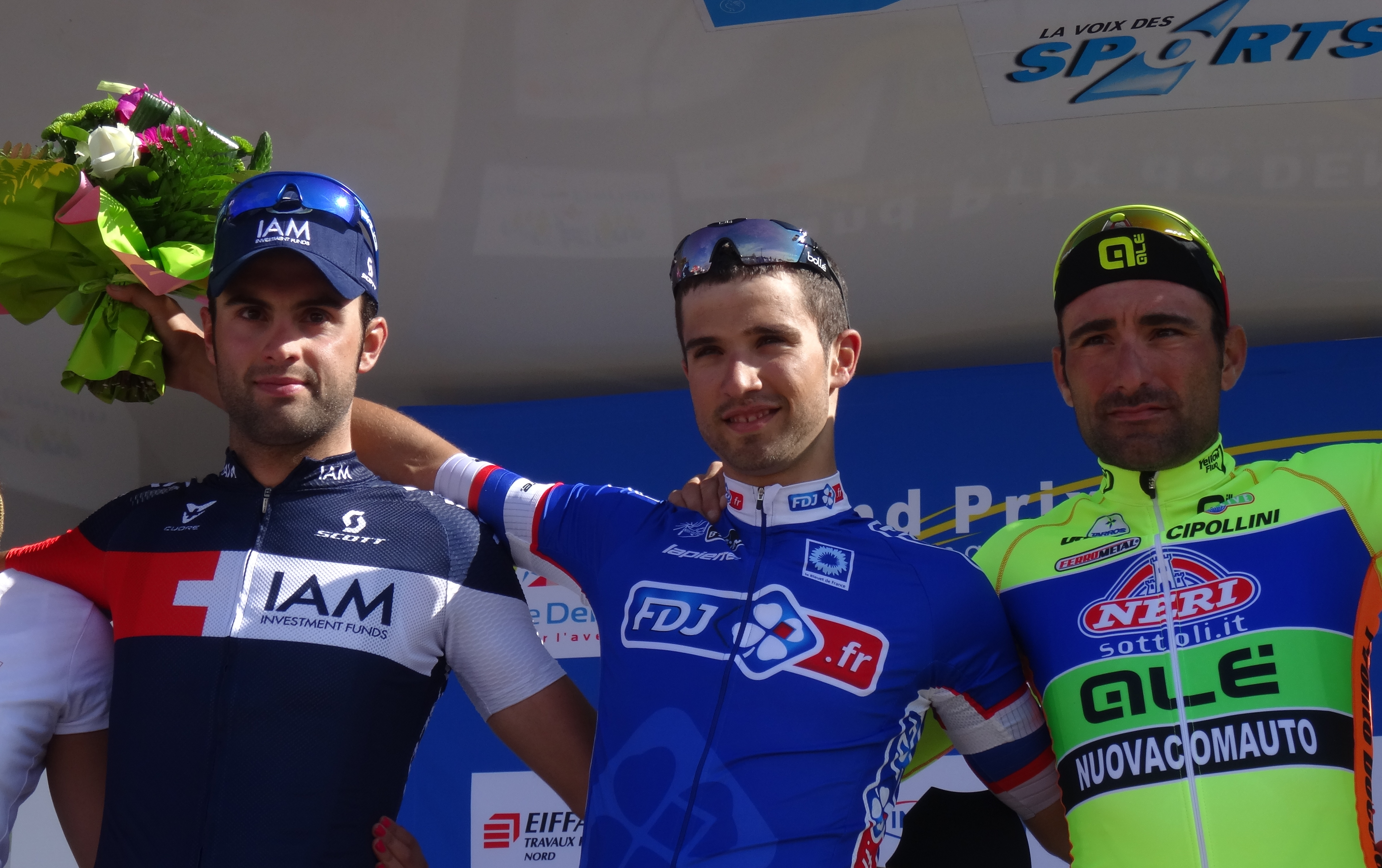
2014 : Matteo Pelucchi (2), Nacer Bouhanni (1), Francesco Chicchi (3).

De GP Denain of ook Grand Prix de Denain en Grote Prijs van Denain is een wielerwedstrijd met start en finish in Denain in het Franse Noorderdepartement.

## Achtergrond
De eerste editie dateert van 1959. De GP Denain werd traditioneel in de maand april verreden, uitgezonderd de eerste editie en die van 1964, 1970 die op 31 maart werden verreden en die van 1978 die op 28 maart plaatsvond. Vanaf 2018 vind de koers in maart plaats. De wedstrijd telt ook mee voor de in 1992 gestartte Coupe de France, een regelmatigheidscriterium van Franse koersen. Het parcours, dat jaarlijks hertekend wordt, wordt uitgezet tussen Lille en Valenciennes. De wedstrijd wordt ook wel "mini Parijs-Roubaix" genoemd, vanwege de streek waar wordt gereden en de kenmerkende kasseistroken van die wedstrijd. De wedstrijd kent veel Belgische winnaars. De Fransman Jimmy Casper behaalde de meeste overwinningen. In 2020 werd de wedstrijd opgenomen in de UCI ProSeries-kalender, deze editie werd vanwege de uitbraak van het coronavirus in Wuhan afgelast.

## Lijst van winnaars

### Meervoudige winnaars
| Overwinningen | Renner              | Land      | Jaren                  |
| ------------- | ------------------- | --------- | ---------------------- |
| 4             | Jimmy Casper        | Frankrijk | 2005, 2006, 2009, 2011 |
| 2             | Bruno Wojtinek      | Frankrijk | 1986, 1987             |
| 2             | Frédéric Moncassin  | Frankrijk | 1990, 1991             |
| 2             | Edwig Van Hooydonck | België    | 1989, 1992             |
| 2             | Jaan Kirsipuu       | Estland   | 1998, 2001             |
| 2             | Nacer Bouhanni      | Frankrijk | 2014, 2015             |
| 2             | Arnaud Démare       | Frankrijk | 2013, 2017             |

### Overwinningen per land
| Overwinningen | Land                                    |
| ------------- | --------------------------------------- |
| 27            | België                                  |
| 19            | Frankrijk                               |
| 4             | Verenigd Koninkrijk                     |
| 3             | Duitsland, Nederland                    |
| 2             | Estland, Italië, Noorwegen              |
| 1             | Argentinië, Colombia, Ierland, Slovenië |

1959 · 1960 · 1961 · 1962 · 1963 · 1964 · 1965 · 1966 · 1967 · 1968 · 1969 · 1970 · 1971 · 1972 · 1973 · 1974 · 1975 · 1976 · 1977 · 1978 · 1979 · 1980 · 1981 · 1982 · 1983 · 1984 · 1985 · 1986 · 1987 · 1988 · 1989 · 1990 · 1991 · 1992 · 1993 · 1994 · 1995 · 1996 · 1997 · 1998 · 1999 · 2000 · 2001 · 2002 · 2003 · 2004 · 2005 · 2006 · 2007 · 2008 · 2009 · 2010 · 2011 · 2012 · 2013 · 2014 · 2015 · 2016 · 2017 · 2018 · 2019 · 2020 · 2021 · 2022 · 2023 · 2024 · 2025